# Le Régiment perdu
Le Régiment perdu (titre original : The Lost Regiment) est une saga de Space fantasy de neuf tomes de l'auteur américain William R. Forstchen parue de 1990 à 2000.

## Résumé
Elle raconte les aventures des hommes du 35e régiment du Maine de l'armée de l'Union qui durant la Guerre de Sécession sont malencontreusement transportés dans un autre monde en janvier 1865 lorsque le bateau à vapeur qui les transporte ainsi qu’une batterie d'artillerie d'un régiment de New-York, une infirmière et son équipage de 633 personnes traverse un tunnel de lumière.
Sur ce monde nommé Valennia, ils rencontrent des civilisations d'humains dont les descendants viennent de diverses époques (Originaire de la Russie du Moyen Âge, de flottes romaine et carthaginoise des guerres puniques, de pirates des Caraïbes…), qui sont sous la domination, en tant qu'esclaves et nourriture d'une race nommé la Horde, composé de plusieurs tribus dont les Tugars, les Merki et les Bantag, que l'on peut assimiler à des Orques de plus de 2,5 mètres de haut ayant une grande force physique. 
Ces derniers sont les descendants d'une civilisation technologique ayant créé ces tunnels de lumière mais ont depuis perdu les connaissances de leurs ancêtres et sont devenus des guerriers nomades.
Ces Yankees apportent dans ce monde les notions de démocratie et déclenchent une révolution industrielle dans un contexte de guerre totale pour survivre et libérer les humains du joug de la Horde.

## Liste des romans
Alors que neuf romans sont parus aux États-Unis entre 1990 et 2000, quatre sont sortis en France début 2015. 
1. Ralliement, Bragelonne, 2007 ((en) Rally cry, 1990)Réédité par Milady en 2009
2. Rassemblement, Bragelonne, 2008 ((en) Union forever, 1991)Réédité par Milady en 2009
3. Revanches, Bragelonne, 2008 ((en) Terrible Swift Sword, 1992)Réédité par Milady en 2009
4. Riposte, Bragelonne, 2009 ((en) Fateful Lightning, 1992)
5. (en) Battle Hymn, 1996
6. (en) Never sound retreat, 1997
7. (en) A band of brothers, 1998
8. (en) Men of war, 1999
9. (en) Down to the Sea, 2000

## Les différentes éditions en France

### Bragelonne
En août 2007 paraît le premier tome chez Bragelonne. Les deux suivants viennent respectivement en avril et octobre 2008. Le quatrième tome est sorti le 21 août 2009.
Le traducteur du premier tome se nomme Karim Chergui tandis que celui des trois suivants s'appelle Emmanuel Chastellière.
Les couvertures de tous les tomes sont signées Julien Delval.

### Milady
Milady, label de Bragelonne sort en juin, juillet et août 2009, les trois premiers tomes de la série en poche.
Les traducteurs restent les mêmes, tandis que l'illustrateur, lui, est Miguel Coimbra.